# Ertl
Ertl ist eine Gemeinde mit 1262 Einwohnern (Stand 1. Jänner 2024) im Bezirk Amstetten in Niederösterreich.

## Geografie
Ertl hat eine Fläche von 21 Quadratkilometern und liegt im Mostviertel an der Url. Mehr als zwei Drittel der Fläche werden landwirtschaftlich genutzt, etwa ein Viertel ist bewaldet.

### Gemeindegliederung
Die Gemeinde umfasst nur eine Ortschaft in der gleichnamige Katastralgemeinde.
Die Ortsteile sind Ertl Dorf, Großau, Peilstein, Tiefenbach, Voitstraß-Siedlung sowie zahlreiche Einzellagen.

### Nachbargemeinden
|  | St. Peter in der Au                         | Seitenstetten                         |
|  | Kompassrose, die auf Nachbargemeinden zeigt |                                       |
|  | Maria Neustift (Bez. Steyr-Land, OÖ)        | Waidhofen an der Ybbs (Statutarstadt) |

## Geschichte
Das Gebiet war bereits in der Steinzeit besiedelt, Steinbeile und Werkzeuge wurden im Gemeindegebiet gefunden. Im Altertum war das Gebiet Teil der Provinz Noricum.
Im Mittelalter saßen in diesem Gebiet die Herren von Url, ein Zweig des Seitenstettner Stiftsgeschlechtes. 
Während des Niederösterreichische Bauernaufstandes trafen sich unzufriedene Bauern und ihre Anführer mehrmals im Gasthaus Tiefenbach.
Im Jahr 1887 wurde am Zusammenfluss von Url und Kohlenbach eine Kapelle errichtet und später zur heutigen Pfarrkirche ausgebaut.
Erst 1922 wurde aus Teilen der Gemeinden St. Michael, St. Peter/Au-Dorf, Waidhofen-Land und Kürnberg die Gemeinde Ertl gebildet. und 1930 wurde Ertl eine selbständige Pfarre.
Laut Adressbuch von Österreich waren im Jahr 1938 in der Ortsgemeinde Ertl ein Taxiunternehmer, ein Bäcker, zwei Binder, vier Gastwirte, drei Gemischtwarenhändler, ein Hammerwerk, zwei Mühlen samt Sägewerk, ein Schmied, ein Schneider, zwei Schuster, zwei Wagner und mehrere Landwirte ansässig. Zudem gab es ein Elektrizitätswerk und ein Schotterwerk.

### Einwohnerentwicklung
Von 1981 bis 1991 waren Geburtenbilanz und Wanderungsbilanz positiv. Seitdem gibt es eine Abwanderung, diese konnte aber bis 2011 durch den Geburtenüberschuss ausgeglichen werden.
| Ertl: Einwohnerzahlen von 1869 bis 2024             | Ertl: Einwohnerzahlen von 1869 bis 2024 | Ertl: Einwohnerzahlen von 1869 bis 2024 | Ertl: Einwohnerzahlen von 1869 bis 2024 | Ertl: Einwohnerzahlen von 1869 bis 2024 |
| --------------------------------------------------- | --------------------------------------- | --------------------------------------- | --------------------------------------- | --------------------------------------- |
| Jahr                                                |                                         |                                         |                                         | Einwohner                               |
| 1869                                                | 1869                                    |                                         | 1.024                                   | 1.024                                   |
| 1880                                                | 1880                                    |                                         | 1.037                                   | 1.037                                   |
| 1890                                                | 1890                                    |                                         | 1.040                                   | 1.040                                   |
| 1900                                                | 1900                                    |                                         | 1.090                                   | 1.090                                   |
| 1910                                                | 1910                                    |                                         | 1.169                                   | 1.169                                   |
| 1923                                                | 1923                                    |                                         | 979                                     | 979                                     |
| 1934                                                | 1934                                    |                                         | 1.035                                   | 1.035                                   |
| 1939                                                | 1939                                    |                                         | 1.040                                   | 1.040                                   |
| 1951                                                | 1951                                    |                                         | 995                                     | 995                                     |
| 1961                                                | 1961                                    |                                         | 1.047                                   | 1.047                                   |
| 1971                                                | 1971                                    |                                         | 1.119                                   | 1.119                                   |
| 1981                                                | 1981                                    |                                         | 1.096                                   | 1.096                                   |
| 1991                                                | 1991                                    |                                         | 1.211                                   | 1.211                                   |
| 2001                                                | 2001                                    |                                         | 1.243                                   | 1.243                                   |
| 2011                                                | 2011                                    |                                         | 1.294                                   | 1.294                                   |
| 2021                                                | 2021                                    |                                         | 1.249                                   | 1.249                                   |
| 2024                                                | 2024                                    |                                         | 1.262                                   | 1.262                                   |
| Quelle(n): Statistik Austria, Gebietsstand 1.1.2021 |                                         |                                         |                                         |                                         |

## Kultur und Sehenswürdigkeiten

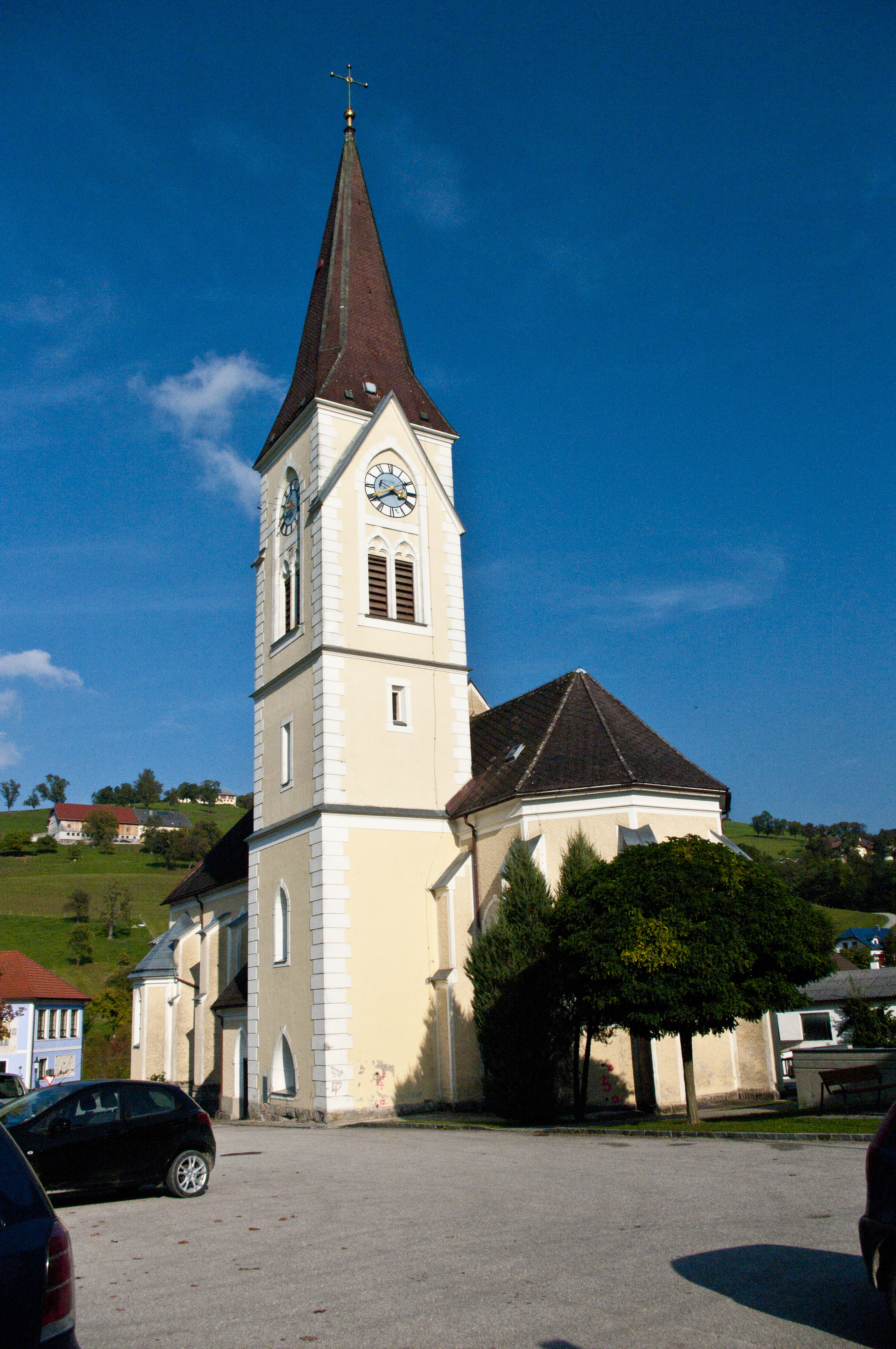
Pfarrkirche Ertl

- Katholische Pfarrkirche Ertl Hl. Familie

## Wirtschaft und Infrastruktur
Nichtlandwirtschaftliche Arbeitsstätten gab es im Jahr 2001 33, land- und forstwirtschaftliche Betriebe nach der Erhebung 1999 101. Die Zahl der Erwerbstätigen am Wohnort betrug nach der Volkszählung 2001 561. Die Erwerbsquote lag 2001 bei 46,09 Prozent. Arbeitslose gab es am Ort im Jahresdurchschnitt 2003 20.

### Öffentliche Einrichtungen
In der Gemeinde gibt es zwei Kindergärten, eine Volksschule und eine Neue Mittelschule.

## Politik

### Gemeinderat
Der Gemeinderat hat 19 Mitglieder.
- Nach den Gemeinderatswahlen in Niederösterreich 1990 hatte der Gemeinderat folgende Verteilung: 18 ÖVP und 1 SPÖ.
- Nach den Gemeinderatswahlen in Niederösterreich 1995 hatte der Gemeinderat folgende Verteilung: 18 ÖVP und 1 SPÖ.[7]
- Nach den Gemeinderatswahlen in Niederösterreich 2000 hatte der Gemeinderat folgende Verteilung: 18 ÖVP und 1 SPÖ.[8]
- Nach den Gemeinderatswahlen in Niederösterreich 2005 hatte der Gemeinderat folgende Verteilung: 17 ÖVP und 2 SPÖ.[9]
- Nach den Gemeinderatswahlen in Niederösterreich 2010 hatte der Gemeinderat folgende Verteilung: 16 ÖVP und 3 SPÖ.[10]
- Nach den Gemeinderatswahlen in Niederösterreich 2015 hatte der Gemeinderat folgende Verteilung: 17 ÖVP und 2 SPÖ.[11]
- Nach den Gemeinderatswahlen in Niederösterreich 2020 hatte der Gemeinderat folgende Verteilung: 18 ÖVP und 1 FPÖ.[12]
- Nach den Gemeinderatswahlen in Niederösterreich 2025 hat der Gemeinderat folgende Verteilung: 16 ÖVP und 3 FPÖ.[13]

### Bürgermeister
- 1948–1965 Franz Panstingl
- 1965–1985 Johann Großalber
- 1985–1999 Johann Schachermayer
- 1999–2015 Alois Panstingl-Panstingl[2]
- seit 2015 Josef Forster

### Wappen
Das Wappen wurde der Gemeinde im Jahr 1992 verliehen.
Blasonierung: Ein geteilter Schild, oben in Silber ein wachsender roter Löwe, der in seiner rechten Pranke einen belaubten grünen Zweig hält, unten von Blau und Gold geschachtet.

## Persönlichkeiten
Ehrenbürger der Gemeinde
- 2015 Alois Panstingl-Panstingl, Altbürgermeister[15]